# イヴ・ブリュニエ (ペイザジスト)
イヴ・ブリュニエ（Yves Brunier, 1962年11月10日 – 1991年10月2日）はフランス人ランドスケープアーキテクト（ペイザジスト）。28歳で夭折。
フランスのエコール・デ・ペイサージュを卒業後、建築家レム・コールハースの建築設計事務所OMAに入り、コールハースや、ジャン・ヌーベルなどと協働。大規模な都市計画の事業にかかわった他、いくつか作品を残す。
わずか5年という活動期間で、彼の作品は、自分の専門分野の厳密な領域を超えて、空間を新しく特異な視点で捉えている。極めて強力な視覚効果と風景への全く新しいアプローチを組み合わせた彼の作品は、類まれな才能を明らかにしていた。彼のコンセプチュアルな自由度は、厳格な批評的態度と人、場所、物への特別な配慮の両方に基づいている。

## 生涯
フランスのエヴィアン＝レ＝バン生まれ。グルノーブルで建築学を学び1982年に課程を修了すると、1986年にイヴリーヌ県ヴェルサイユにあるエコール・デ・ペイサージュ でランドスケープ学を修め専門学位を取得した。
1986年にウド・ヴァイラーが「流星のようなキャリア」と表現するような活動を開始。
まず、建築設計事務所OMAでレム・コールハースのアシスタントとして働くが、主にロッテルダム、アムステルダム、ハーグのプロジェクトに従事。
このときのプロジェクトには、ロッテルダムのMuseumpark、サン＝クルーのダラヴァ別邸 (Villa dall'Ava) 、未完のユーラリール (Euralille) 都市公園プロジェクト最初期（実現せず）などがある。
OMAで働いた後、建築学を再開するべくパリに渡る。その頃には、彼がAIDSであることが明らかになっていた。OMAに戻った後も、ランドスケープをやる気はなかったが、コールハースから建築をやめてランドスケープ・アーキテクチュアに専念するよう説得された。
1987年、彼はパリのジャン・ヌーヴェルのプロジェクトアシスタントとなり、彼と共にブリアック (Bouliac) のホテル・サン＝ジェームの庭園とダックスのホテル・デ・ザーム、トゥールのルクレール将軍広場（トゥール国際会議場の前あたり）を担当することになる。
1988年からは、イザベル・オーリコステと協働。5年間にわたる造園家としてのキャリアで手掛けたプロジェクトの内、生前に15のプロジェクトが完成した。
この他、ウィレム・ヤン・ノイテリングス（Willem Jan Neutelings）とフランク・ルードビーン（Franck Roodbeen）らとともに、ジロンドとベルギーのプライベートガーデンを手掛けている。
彼は都市の中に調和のとれた自然のイメージを作り出そうとするのではなく、人の文化と自然との衝突を利用した。また、鉛筆ドローイングだけでなく水彩のスケッチやコラージュも用いた。コールハースによれば、ブリュニエのドローイングやコラージュは、常に焦燥感と暴力性を特徴としていたという。コールハースは、ブリュニエの自然に対するアプローチは攻撃的であり、これは彼の病気のせいであると主張しているが、それでもブリュニエは、プロジェクトの中で植物の選択には多くの注意を払ったという。
1991年、エイズ関連の病気で28歳の若さで故郷の病院で亡くなった。

## 作品と実績
代表作のクンストハル美術館傍にあるミュージアムパーク (ロッテルダム)は、12ヘクタールある敷地を4つにゾーニングして、果樹園と基壇の庭、恋人の庭、クンストハルと、各自を異なる庭園に見立てている他に果樹園と基壇の庭の間に鏡壁を設置。さらに樹木の幹は白く塗っている。それぞれの庭をコンクリート製の橋梁で横断させ、橋の前に白い貝殻が敷き詰められた広場を設置、さらにアスファルト舗装の広場を置き、そこから軽快に伸びる橋が鬱蒼と繁茂する林内を突き抜けて、クンストハルへと辿りつく形式をとる。
(コールハースとの協同)
- Bijimermeer (オランダ・アムステルダム, 1986年)
- Haalemmermeer (オランダ・アムステルダム, 1986年)
- ムラン＝スナール「But what did  I do with them?」2千ヘクタール (フランス・ムラン, 1987年)
- ミュージアムパーク（Museumpark）(オランダ・ロッテルダム, 1989年-1993年)
- セントクラウドの別荘 Villa Dall'Ava (フランス・サン＝クルー, 1989年-1991年)
- ユーラリール都市計画事業 (フランス・リール, 1989年-1991年)

(ジャン・ヌーベルとの協同)
- Fondation Cartier (フランス・Domaine du Montcel, 1987年)
- サン・ジェームス・ホテルの庭園（Saint-James, フランス・ボルドー, 1987年-1989年)
- Auto routes du Sud ヴィエンヌのフランス高速道路料金プラザ(フランス・ヴィエンヌ, 1988年)
- HetPark (オランダ・ロッテルダム, 1989年)
- トゥールーズ都市計画事業 (フランス・トゥールーズ, 1989年-1992年)
- ダクス都市計画事業 (Dax) (フランス・ダクス, 1991年)
- Hotel des Thermes (フランス・ダクス, 1991年-1992年)
- フィリップ・ルクレール将軍広場

（その他）
- ラ・ロッシュ＝シュル＝ヨン都市計画事業 (La Roche-sur-Yon, フランス・ラ・ロッシュ＝シュル＝ヨン, 1988年-1990年)
- Zac Evangile公共庭園 (フランス・パリ, 1988年)
- ワーテルロー都市計画事業 (Waterloo, ベルギー・ワーテルロー, 1989年)
- エヴィアン＝レ＝バン都市計画事業 (Evian-les-Bains, フランス・エヴィアン＝レ＝バン, 1989年)
- エビアン・レ・バンの保育園庭
- シャトー・ラ・ガフリエール（Chateau Canon la Gaffeliere、フランス・サン＝テミリオン, 1989年)
- 欧州特許庁 (European Patents Office, オランダ・ハーグ, 1990年、ウィレム・ノーテリング、フランク・ルービンらと、実現せず）
- Berges de La Vilaine (フランス・レンヌ, 1990年, ドミニク・アルバ)
- ブラスカート都市計画事業 (Brasschaat、ベルギー・ブラスカート, 1991年、ウィレム・ノーテリングらと)
- ブラスカートの3つの個人庭園